# Steve Jones (muzyk)
Stephen Phillip Jones (ur. 3 września 1955 w Shepherd’s Bush, zachodni Londyn) – brytyjski gitarzysta i wokalista, znany jako jeden z założycieli punk rockowego zespołu Sex Pistols.

## Młodość
Steve Jones urodził się w Shepherd’s Bush w Londynie. Kiedy miał dwa lata jego ojciec, który był amatorskim bokserem pozostawił rodzinę (Steve jest jedynakiem). Do dwunastego roku życia wychowywał się w Hammersmith, mieszkając z matką (która była fryzjerką) i z dziadkiem. Kiedy matka wyszła ponownie za mąż, zamieszkali we trójkę w jednej z suteren w Benbow Road w Shepherd’s Bush. Steve, który nie mógł znaleźć porozumienia z ojczymem często znikał z domu i popadał w konflikty z prawem. Był kleptomanem, przez co 14 razy był skazywany i znajdował się pod opieką wychowawczą kuratora. W tym czasie należał także do chuligańskiej grupy kibiców Queens Park Rangers F.C. za co również miał kilka wyroków. Rok spędził w poprawczaku, w którym jak później powiedział: „było przyjemniej niż w domu”, po czym dodał, że: „gdyby nie Sex Pistols, to pewnie dziś byłby przestępcą”.

## Kariera
Jako nastolatek fascynował się muzyką The Stooges, Roxy Music i Davida Bowiego. Na początku lat 70. postanowił ze swoimi kolegami z sąsiedztwa: Paulem Cookiem i Wallym Nightingale’em założyć zespół w którym został wokalistą. Grupa przyjęła nazwę The Strand (wziętą z tytułu jednej z piosenek Roxy Music). Niewiele później dołączył do zespołu basista Glen Matlock, który pracował jako sprzedawca w sklepie „Too Fast to Live, Too Young to Die” należącym do Malcolma McLarena. Kiedy w 1975 McLaren postanowił zająć się The Strand, zaprowadził w nim małe zmiany: kazał usunąć Nightingale’a i zadecydował, że Steve zostanie gitarzystą. Po dołączeniu wokalisty Johnny’ego Rottena zespół zmienił nazwę na Sex Pistols.
Jones nauczył się grać na gitarze trzy miesiące przed pierwszym występem Sex Pistols. Jego pierwszą gitarą był kremowego koloru Gibson Les Paul, którego ukradł (wg wypowiedzi w The Filth and the Fury) Mickowi Ronsonowi po koncercie Dawida Bowiego (Ronson był gitarzystą w jego zespole). Popularności wśród fanów przysporzyła mu charakterystycznie noszona na głowie chusta, dzięki której znalazł wielu naśladowców i stało się to później czymś w rodzaju mody.
Po rozpadzie Sex Pistols w 1978 założył z Paulem Cookiem zespół The Professionals z którym nagrał jeden album. W 1981 grupa została rozwiązana po wypadku samochodowym jaki przytrafił się muzykom podczas trasy po USA. W latach 1982–1985 był członkiem zespołu Chequered Past.
Później brał udział w nagraniach lub występował gościnnie z takimi wykonawcami jak: Thin Lizzy, Joan Jett, Adam Ant, Bob Dylan, Iggy Pop, Andy Taylor czy Megadeth. W 1987 nagrał album Mercy, który wypełniły utwory w stylu hardrockowym. Piosenka tytułowa z tej płyty została wykorzystana w serialu Miami Vice. W 1989 zrealizował kolejny album Fire and Gasoline, cięższy w brzmieniu od swojego poprzednika, na którym znalazł się m.in. utwór Sex Pistols „Did You No Wrong” zaśpiewany przez Axla Rose’a. Drugim gościem na płycie był Nikki Sixx znany z Mötley Crüe, który zaśpiewał w piosence „We’re No Saints”.
W 1996 Jones razem z Duffem McKaganem, Mattem Sorumem i Johnem Taylorem utworzył zespół Neurotic Outsiders, który nagrał jeden album. Jeszcze w tym samym roku z Johnem Lydonem, Glenem Matlockiem i Paulem Cookiem reaktywował Sex Pistols, który z dłuższymi lub krótszymi przerwami gra do dziś. W sierpniu 2008 zespół wystąpił w Polsce na „Open’er Festival” w Gdyni.
Od lutego 2004 do stycznia 2009 prowadził w stacji radiowej KDLD (w Los Angeles – gdzie obecnie mieszka) autorski program „Jonesy’s Jukebox”. Występował również w drużynie piłki nożnej Hollywood United F.C.
W 2013 wystąpił gościnnie w serialu Californication.

## Dyskografia
- Mercy – (MCA, 1987)
- Fire and Gasoline – (MCA, 1989)